# Berkes István (orvos)
Berkes István (Szombathely, 1950. július 6. –) labdarúgó, orvos, sportorvos, sebész. A Magyar Olimpiai Bizottság elnökségének a tagja 2001 és 2012 között.

## Pályafutása

### Labdarúgóként
1963-ban a Haladás csapatában kezdte a labdarúgást. Mielőtt bemutatkozhatott volna az első csapatban Szegedre szerződött 1968 nyarán az egyetemi tanulmányai miatt. A Szegedi EOL csapatában mutatkozott be az élvonalban 1968. szeptember 15-én. Szegedi egyetemi tanulmányainak ideje alatt, hat idényen át a SZEOL játékosa volt. Ebből négy szezont játszott az élvonalban, kettőt az NB/B-ben. 1973-ban az MTK együtteséhez szerződött, ahol 1976-ig játszott. Az élvonalban 11 mérkőzésen szerepelt az 1973–74-es idényben. Összesen 68 első osztályú mérkőzésen szerepelt és 16 gólt szerzett.

### Orvosként
1968-ban érettségizett a szombathelyi Nagy Lajos Gimnáziumban. Általános orvosi diplomát szerzett 1974-ben a SOTE-n. 1980-ban ortopédiai, 1983-ban sportorvosi szakvizsgát tett. 1993-ban az orvostudományok kandidátusa lett, 1998-ban habilitált.
1974 és 2010 között az Országos Sportegészségügyi Intézet munkatársa. 1991 és 2007 között a Sportsebészeti Osztály osztályvezető főorvosa. 2001 és 2009 között az intézmény főigazgatója.
2001 óta a Semmelweis Egyetem, Testnevelési- és Sporttudományi Karán oktat. 2001 és 2007 között a Sportsebészeti és Sportrehabilitációs Tanszék tanszékvezetője, mint egyetemi docens. 2007 óta az Egészségtudományi és Sportorvosi Tanszék tanít. Jelenlegi beosztása: egyetemi tanár.

### Tudományos és szakmai közéleti tevékenysége
Hazai
Számos szervezet, társaság tagja, vezetője.
- Sportegészségügyi Szakmai Kollégium (1995–2011) – elnök (2000–2004)
- Magyar Sportorvos Társaság (1976–) – elnök (2002–2006)
- Magyar Artroszkópos Társaság (1988–) – elnök (1997–2002)
- Ortopédiai Szakmai Kollégium (1995–2004)
- Magyar Ortopédiai Társaság (1987–2004) – vezetőségi tag (1995–2004)
- Magyar Tudományos Akadémia Mozgásszervi Betegségek Kutatásával Foglalkozó Bizottság (1994–)
- Magyar Olimpiai Bizottság (2000–) – elnökségi tag (2001–2012)
- Magyar Olimpiai Bizottság Orvosi Bizottság – elnök (2005–2012)
- Londoni Olimpia Előkészítő Bizottság (2010–2012)
- Magyar Olimpiai Sikerekért Alapítvány Kuratórium (2001–)
- Magyar Labdarúgó Szövetség Orvosi Bizottság – elnök (2006–2010)
- Sportorvosi Szemle Szerkesztő Bizottság (1990–) – elnök (2007–2011)

Nemzetközi
- Európai Sporttraumatológiai, Térdsebészeti és Artroszkópos Társaság (ESSKA) (1987–) – elnökségi tag (1992–2008), titkár (1996–2000)
- Újvidéki Egyetem, vendégprofesszor (2008–)

Befejezett kutatómunkái
- Sportolók inveteráltan sérült elülső és hátsó keresztszalagjának, valamint sérülés miatt eltávolított meniscusának pótlása (1994–1996)
- Sportolók krónikus felső ugróízületi instabilitásának kezelése (1997–1999)
- Elülső keresztszalag pótláshoz használt press-fit rögzítési technika biomechanikai és szövettani összehasonlításának vizsgálata (2000–2002)
- Korszerű vibrációs utókezelési eljárás kutatása térd sérült és térdműtött élsportolók rehabilitációjában (2002–2003)

## Kitüntetései
- Magyar Népköztársaság Sportérdemérem ezüst fokozata, 1980
- Kiváló Társadalmi Munkáért érdemérem, 1986
- Magyar Sportorvos Társaság Dalmady-emlékérme, 1990
- Vas megye Sportjáért érdemérem, 2000
- Vas Megyéért Díj, 2003
- Kemény Ferenc-díj, 2003
- Nemzetközi Olimpiai Bizottság, Pierre de Coubertin-díj, 2005
- FILA Ezüst-érdemérem, 2005
- Nemzeti Sportszövetség A sportolók egészségéért díj (2006)